# Storskär, Korsholm
Storskär är en ö i Finland.   Den ligger i den ekonomiska regionen  Vasa  och landskapet Österbotten, i den västra delen av landet, 400 km nordväst om huvudstaden Helsingfors. Arean är 2,6 kvadratkilometer.
Terrängen på Storskär är mycket platt. Öns högsta punkt är 10 meter över havet. Den sträcker sig 2,4 kilometer i nord-sydlig riktning, och 2,3 kilometer i öst-västlig riktning. Storskär är den största ön i ögruppen Valsörarna och här står även den 36 meter höga Heidenstamfyren ”Valsörarna” uppförd 1885.